# V型24気筒

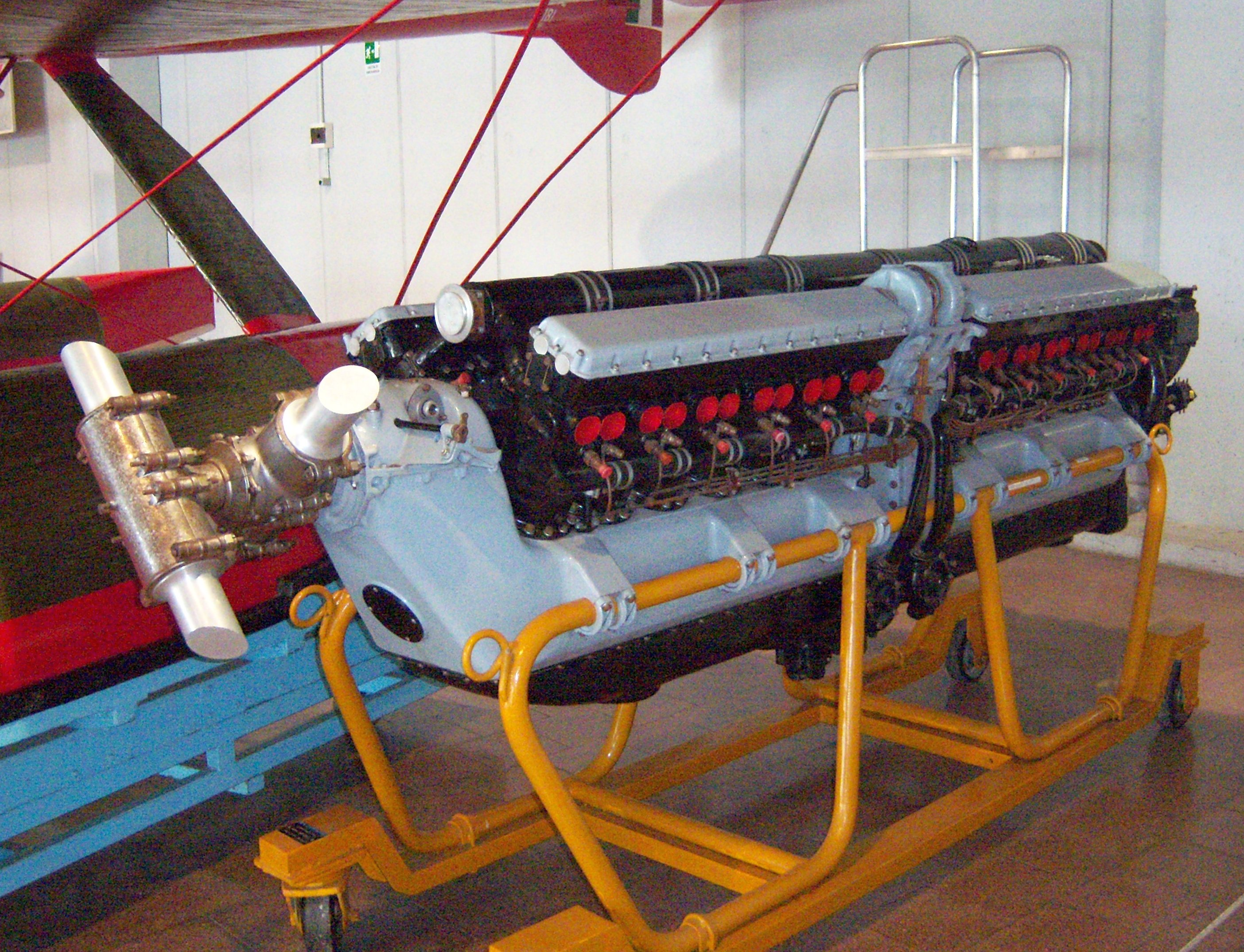
マッキ_M.C.72の:en:Fiat_AS.6エンジン。非常に長大なレイアウトの為、V24を搭載出来る乗り物は極めて限定される

V型24気筒（ブイがたにじゅうよんきとう）はレシプロエンジン等のシリンダー配列形式の一つで、24個のシリンダーがV字型に配置されている形式である。当記事では専らピストン式内燃機関のそれについて述べる。V24と略される。この形式はV型12気筒を縦方向に二台並べて製作される事も多く、その結果非常に長いエンジンになる。その性質上、超大型トラックやディーゼル機関車などに採用される以外には利用例が少ない。

## 解説
V型24気筒エンジンの上記以外の数少ない採用例として、イタリアの航空機メーカーであるアレーニア・アエルマッキが最高速度競技用水上機として1933年に開発したマッキ_M.C.72が、V型12気筒のen:Fiat_AS.5を直列に並べてクランクシャフトを連結したen:Fiat_AS.6を採用した事例がある。
マッキ_M.C.72は設計者の意図通り最高速度の世界記録を樹立し、en:Fiat_AS.6は一応の成功を収めたが、右の写真の通り極めて巨大なエンジンであった為に軍用機にこのようなエンジンが採用される事はなかった。軍用機においては、同じV型12気筒を上下に重ね合わせるX型エンジンの研究が進められ、いくつかの大型機でX型24気筒が採用された。

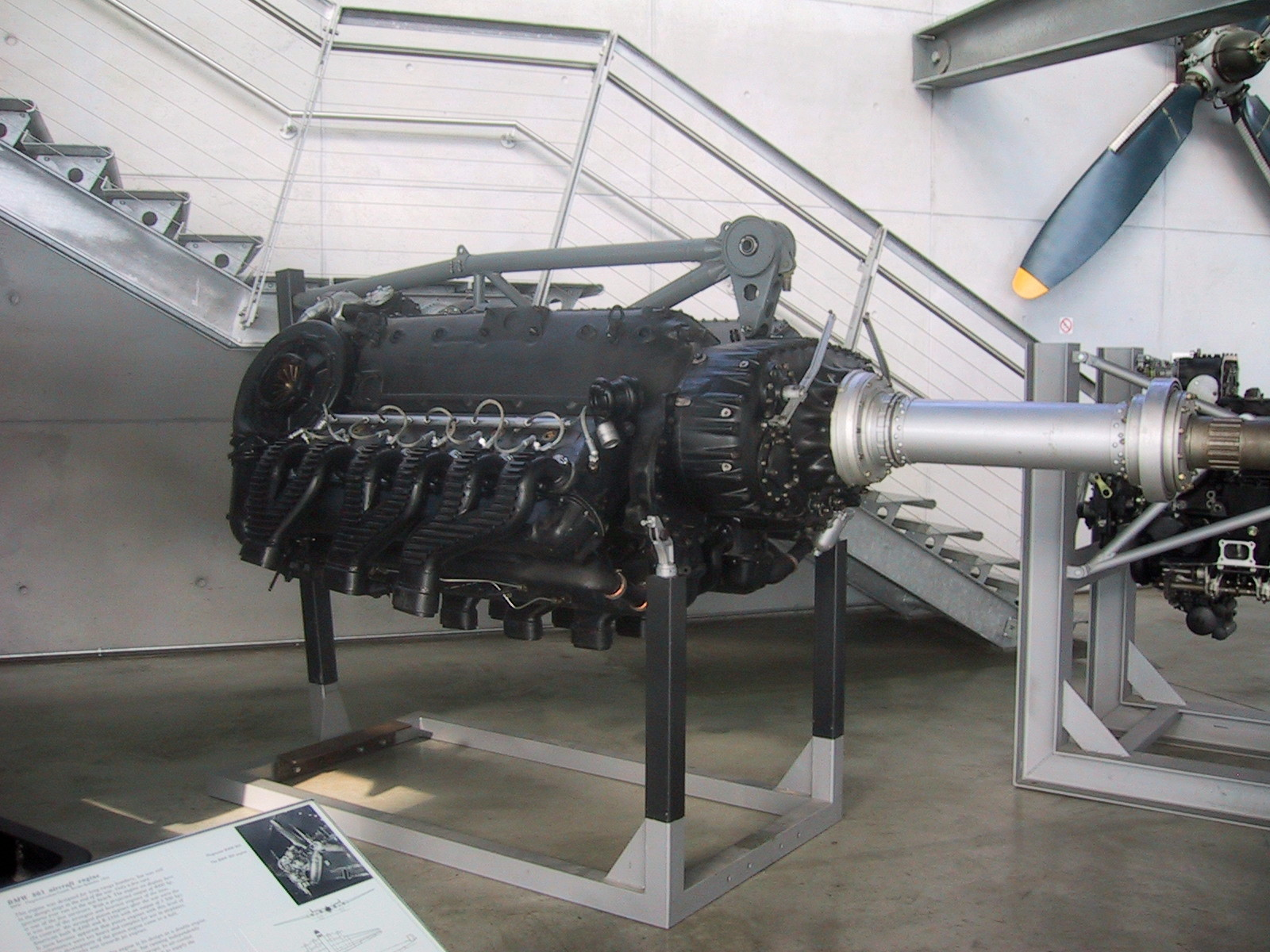
ハインケル He 177のDB610エンジン。二基のV12エンジンが並列に連結されている。

また、ドイツの航空機メーカーであるハインケルはA爆撃機計画と呼ばれる大型爆撃機開発計画において、倒立V型12気筒のDB 601をU型エンジンやH型エンジンのように30度の角度で2基並列に連結した並列式V型24気筒とも言えるDB 606を開発、このエンジンを搭載した大型双発爆撃機のハインケル He 177が正式採用に至ったが、DB 606は油脂系統の熱対策や連結ギアボックスの耐久性に大きな問題を抱えており、ダイムラー・ベンツ DB 605を二基連結した改良型のDB 610エンジン投入後も、He 177は十分な機数を生産できなかった事や燃料不足もあり、当初期待された連合国側の大型4発爆撃機に比肩する活躍を行う事は遂に出来なかった。